# Fernando Londoño Henao
Fernando Londoño Henao (Santa Rosa de Cabal, Risaralda, Colombia; 16 de enero de 1921-Bogotá, Colombia; 6 de agosto de 2013) fue un empresario colombiano, fundador de Caracol Radio y Caracol Televisión.

## Biografía

### Primeros años y vida personal
Fernando Londoño Henao nació en Santa Rosa de Cabal, Colombia, y se crio en Pereira. Se casó con Inés Reyes con quien tuvo a sus hijos Diego Fernando, María Inés de Botero y Juanita. Su hijo Diego Fernando fue gerente de Caracol Radio y Caracol Televisión. Era apasionado a la cocina, por lo que estudió de chef.

### Trayectoria empresarial
Trabajó en la Oficina de Control de Cambios del Banco de la República. En 1948, luego de dejar el trabajo, cofundó Caracol Radio, convirtiéndose en uno de los pioneros de la radiodifusión. Al año siguiente, 1949, la Junta Directiva de Emisoras Nuevo Mundo S.A. lo nombró primer gerente. Su intención por querer enlazar al país con una sola señal, hizo que adquiera tres emisoras a las que llamó "El triángulo de oro Caracol" ubicadas en Bogotá, Medellín y Cali, y luego en otras provincias, así como colocar repetidores en sitios estratégicos del país. Luego de tener diversas emisoras repartidas por Colombia, decidió ponerles a todas el nombre de Caracol, para que sean vistas como una sola empresa.
En 1976, con la llegada de Yamid Amat, se inició el periodismo radial con un enfoque libre, luego de que Amat pidiera a Londoño cambiar la programación del jueves y viernes de Semana Santa, a partir de las 6:00 a. m. por un informativo sobre la historia de Jesús, en lugar de música fúnebre que era lo que se escuchaba. Debido a la buena acogida, Londoño le permitió cubrir ese espacio todos los días, extendiendo la hora hasta las 9:00 a. m. A ese espació se sumaron periodistas como Antonio Pardo García, Alfonso Castellanos, Julio Nieto Bernal y el mismo Fernando Londoño, naciendo así, el exitoso informativo 6AM - 9AM.
Uno de sus primeros programas fue "Caracol en la tierra", dirigido al ámbito agrario. En su programación radial, creó los radioteatros y los móviles para entregar premios puerta a puerta a la audiencia y así tenerla al tanto. También creó el humorístico programa "La Escuelita de doña Rita" dando cabida a los comediantes. Así mismo contó con una radionovela de éxito llamada "El derecho de nacer".
En 1955 fue parte de la primera señal televisiva de Colombia, como su primer presidente, y debido a la dificultad del Estado para mantener la señal al aire, ayudó a que dicho medio sea sostenible por sí mismo, arrendando la mitad de su programación con comerciales. Para 1967, y con la ayuda de sus ideas, logró que la compañía tuviera más de seis horas de programación. En 1969 fue cofundador de Caracol Televisión.
En 1988 cede el cargo de gerente, luego de cuarenta años, al grupo Santo Domingo.

### Fallecimiento
Falleció el 6 de agosto de 2013 a las 8:07 a. m. en Bogotá, a la edad de 92 años.